# Liste der Biografien/Graa
Liste der Biografien |
Portal Biografien |
Personensuche
# |
A |
B |
C |
D |
E |
F |
G |
H |
I |
J |
K |
L |
M |
N |
O |
P |
Q |
R |
S |
T |
U |
V |
W |
X |
Y |
Z |
?
 
Ga |
Gb |
Gc |
Gd |
Ge |
Gf |
Gh |
Gi |
Gj |
Gk |
Gl |
Gm |
Gn |
Go |
Gp |
Gq |
Gr |
Gs |
Gu |
Gv |
Gw |
Gy |
Gz
 
Gra |
Grb–Grd |
Gre |
Grg |
Gri |
Grj |
Grk |
Grl |
Grm |
Gro |
Grs |
Gru |
Gry |
Grz
 
Graa |
Grab |
Grac |
Grad |
Grae |
Graf |
Grag |
Grah |
Grai |
Graj |
Grak |
Gral |
Gram |
Gran |
Grao |
Grap |
Grar |
Gras |
Grat |
Grau |
Grav |
Graw |
Gray |
Graz
Die Liste der Biografien führt alle Personen auf, die in der deutschsprachigen Wikipedia einen Artikel haben. Dieses ist eine Teilliste mit 56 Einträgen von Personen, deren Namen mit den Buchstaben „Graa“ beginnt.

## Graa
- Gråå, Sofia Lovisa (1749–1835), schwedische Schauspiellehrerin

### Graab
- Graabak, Jørgen (* 1991), norwegischer Nordischer Kombinierer

### Graac
- Graach, Heinrich (1900–1945), deutscher Politiker (Zentrum) und Widerstandskämpfer
- Graack, Fritz (* 1945), deutscher Schlagzeuger
- Graack, Johann (1897–1942), Landrat und Politiker (NSDAP)
- Graack, Johann Martin (1816–1899), deutscher Grafiker und Fotograf

### Graaf
- Graaf, Aileen de (* 1990), niederländische Dartspielerin
- Graaf, Albertus de (1907–1989), niederländischer Bahnradsportler und Schrittmacher
- Graaf, Alfred (* 1917), deutscher Boxer
- Graaf, Arie de (1939–1995), niederländischer Radrennfahrer und nationaler Meister im Radsport
- Graaf, Bo van de (* 1957), niederländischer Jazzmusiker (Altsaxophon, Piano, Sopran- und Tenorsaxophon, Arrangement, Komposition)
- Graaf, Dick de (* 1954), niederländischer Jazzmusiker
- Graaf, Edwin de (* 1980), niederländischer Fußballspieler
- Graaf, Elles de (* 1974), niederländische Trance-Sängerin und Tänzerin
- Graaf, Fred de (* 1950), niederländischer Politiker
- Graaf, Heinz (1910–1980), deutscher Architekt
- Graaf, Hermann von (1811–1891), preußischer Beamter, Regierungspräsident in Sigmaringen (1874–1886)
- Graaf, Jeffrey de (* 1990), niederländisch-schwedischer DartspielerJeffrey de Graaf (* 1990)

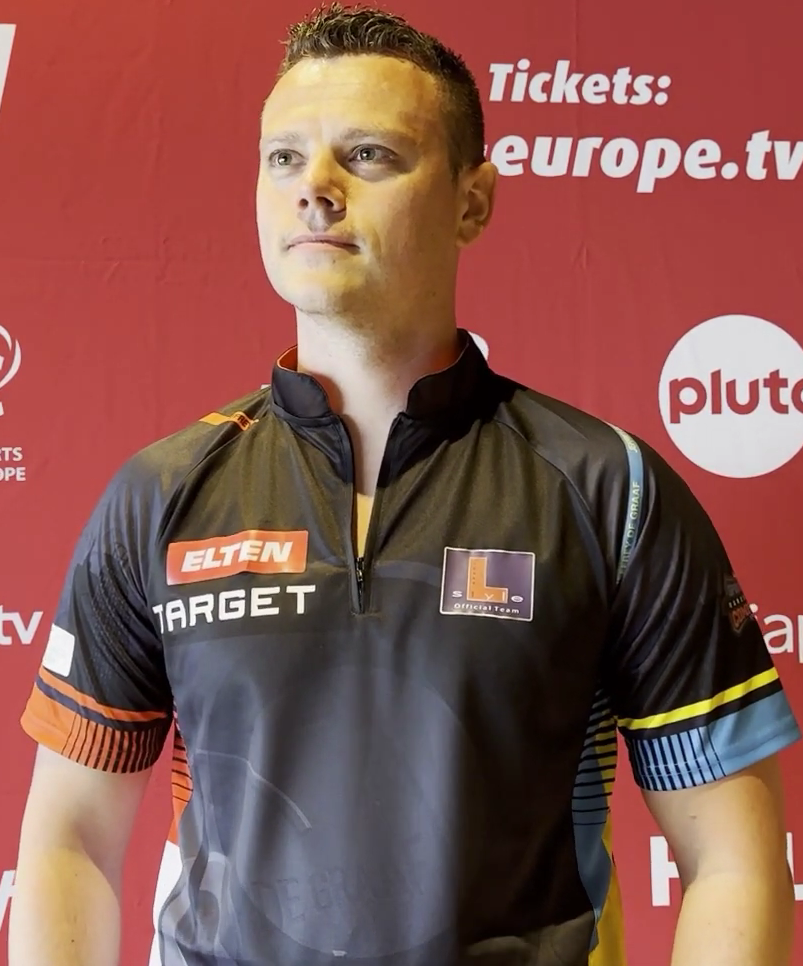
Jeffrey de Graaf (* 1990)

- Graaf, Kurt (1909–1972), deutscher SS-Sturmbannführer
- Graaf, Pieter de (* 1980), niederländischer Jazzmusiker
- Graaf, Reinier de (1641–1673), niederländischer Arzt und Forscher, Entdecker der Ovarialfollikel
- Graaf, Robert van de (* 1944), niederländischer Ruderer
- Graaf, Sander de (* 1995), niederländischer Ruderer
- Graaf, Thom de (* 1957), niederländischer Politiker
- Graaf, Tonnie de (1926–1996), deutscher Komponist und Musikpädagoge
- Graafen, Rainer (* 1953), deutscher Humangeograph und Historischer Geograph
- Graaff, Bart de (1967–2002), niederländischer TV- und Rundfunkmoderator und Gründer der Rundfunkanstalt BNN
- Graaff, Carlo (1914–1975), deutscher Politiker (FDP), MdL, MdB
- Graaff, David Pieter de Villiers (1859–1931), südafrikanischer Geschäftsmann und Politiker
- Graaff, De Villiers (1913–1999), südafrikanischer Politiker der United Party
- Graaff, Frederik van de (1944–2009), niederländischer Ruderer
- Graaff, Jan van de (* 1944), niederländischer Ruderer
- Graaff, Johannes de (1729–1813), Gouverneur von Sint Eustatius
- Graaff, Laurien van der (* 1987), Schweizer Skilangläuferin
- Graaff, Marcel de (* 1962), niederländischer Politiker (Partij voor de Vrijheid), MdEP
- Graaff, Peter (1936–2014), niederländischer General, ehemaliger oberster Kommandeur der niederländischen Streitkräfte
- Graaff, Rein de (* 1942), niederländischer Jazz-Pianist
- Graaff, Willem de (1931–2021), niederländischer Eisschnellläufer
- Graaff-Nauta, Dieuwke de (1930–2008), niederländische Politikerin
- Graafland, Rob (1875–1940), niederländischer Genre- und Porträtmaler sowie Kunstpädagoge

### Graag
- Graag, Julie de (1877–1924), niederländische Malerin und Grafikerin
- Graage, Eckard H. (* 1954), deutscher Politiker (CDU), MdHB
- Graage, Sebastian, deutscher Redakteur, Regisseur, Autor und Podcaster

### Graah
- Graah, Wilhelm August (1793–1863), dänischer Polarforscher und Marineoffizier

### Graal
- Graalfs, Elke (* 1966), deutsche Künstlerin
- Graalfs, Hans (1915–1994), deutscher SS-Hauptsturmführer und Zugführer des Einsatzkommandos 8 der Einsatzgruppe B
- Graalmann-Scheerer, Kirsten (* 1956), deutsche Juristin

### Graan
- Graan, Tanya van (* 1983), südafrikanische Schauspielerin
- Graanoogst, Ivan, Staatspräsident von Suriname

### Graap
- Graap, Lothar (* 1933), deutscher Komponist und Kirchenmusiker

### Graar
- Graarud, Gunnar (1857–1932), norwegischer Arzt und Politiker
- Graarud, Gunnar (1886–1960), norwegischer Opernsänger (Tenor)

### Graas
- Graas, Gust (1924–2020), luxemburgischer Geschäftsmann und Maler
- Graas, John (1924–1962), US-amerikanischer Jazz-Waldhornist, Arrangeur und Komponist

### Graat
- Graat, Tijmen (* 2003), niederländischer Radrennfahrer
- Graatkjær, Axel (1885–1969), dänischer Kameramann